# 티베트 공산당
티베트 공산당(티베트어: ཕུན་ཚོགས་དབང་རྒྱལ, 중국어:西藏共產黨/ㄒㄧㄗㄤㄍㄨㄥㄔㄢㄉㄤ/시짱궁찬당)은 1940년대 티베트에서 활동한 군소정당이다. 푼촉 왕걀 고라낭파와 응가왕 케상이 창당했다. 왕걀 외 여러 티베트인 학생들이 난징에서 설립한 "티베트 민주청년동맹"을 전신으로 한다.
티베트 공산당은 캄, 암도, 시짱까지 전 티베트의 민중을 모두 통합하고자 했다. 티베트 공산당은 티베트와 캄에서 사회주의 봉기를 시도하면서 소련에 지원을 요청했다. 그 뒤에는 중국 공산당이나 인도 공산당과도 접촉했다.
티베트 공산당은 중국 국민당에 저항하는 유격전을 펼쳤다. 1949년 중국 공산당에게 흡수되었다. 1951년 중국 공산당이 티베트를 합병하면서 왕걀 등은 중국 본토로 끌려가 죽을 때까지 연금당했다.